# Michael Duff (fizyk)
Michael J. Duff (ur. 1949) – brytyjski fizyk teoretyczny. Prowadzi badania w dziedzinie zunifikowanych teorii cząstek elementarnych, kwantowej grawitacji, supergrawitacji, superstrun, supermembran i M-teorii.

## Życiorys
Otrzymał stopień doktora fizyki teoretycznej w Imperial College w Londynie w 1972 i objął tam stanowisko profesora w 1980 roku. W 1988 przeprowadził się do Stanów Zjednoczonych, gdzie od 1992 roku pracuje w Texas A&M University. Jest rzecznikiem British Scientist Abroad – grupy brytyjskich naukowców-emigrantów, którzy występują przeciw niedostatecznemu finansowaniu nauki brytyjskiej i wynikającemu z tego drenażowi mózgów. Jest członkiem American Physical Society.